# Royaume Mbunda
c. 1500 – 1917
Le Royaume Mbunda ( Mbunda : Chiundi ca Mbunda ou Vumwene vwa Chiundi ou Portugais : Reino dos Bundas) parfois appelé Royaume d'Angola ou Mbundaland, était un royaume africain situé dans l'ouest de l'Afrique centrale, dans ce qui est aujourd'hui le sud-est de l'Angola. Dans sa plus grande étendue, il s'étendait de Mithimoyi dans le centre de Moxico jusqu'à la province de Cuando Cubango dans le sud-est, à la frontière avec la Namibie.

## Politique et gouvernement
Le royaume de Mbunda était régi par un système de gouvernement traditionnel similaire à celui des autres nations de son époque. L'autorité suprême était exercée par un roi issu de la famille royale, détenteur d’un pouvoir absolu dont les décisions étaient appliquées directement. Le roi occupait une position centrale, combinant les fonctions législative et exécutive, et assurait la gouvernance des différentes communautés. Toutefois, bien que l'autorité du roi s'étendît à l'ensemble du territoire, les chefferies locales et les petites communautés bénéficiaient d’une certaine autonomie leur permettant de promulguer leurs propres lois.

## Histoire

### Création
La tribu Mbunda aurait quitté l’actuel Soudan du Sud vers les années 1400, probablement en raison de conditions climatiques défavorables. Dans leur quête de terres offrant des sols de sable rouge, rappelant leur région d'origine, les Mbunda traversèrent diverses régions.
Leur migration les conduisit jusqu’aux territoires correspondant aujourd’hui à la Zambie et à l’Angola, où ils établirent un royaume.

### Expansion

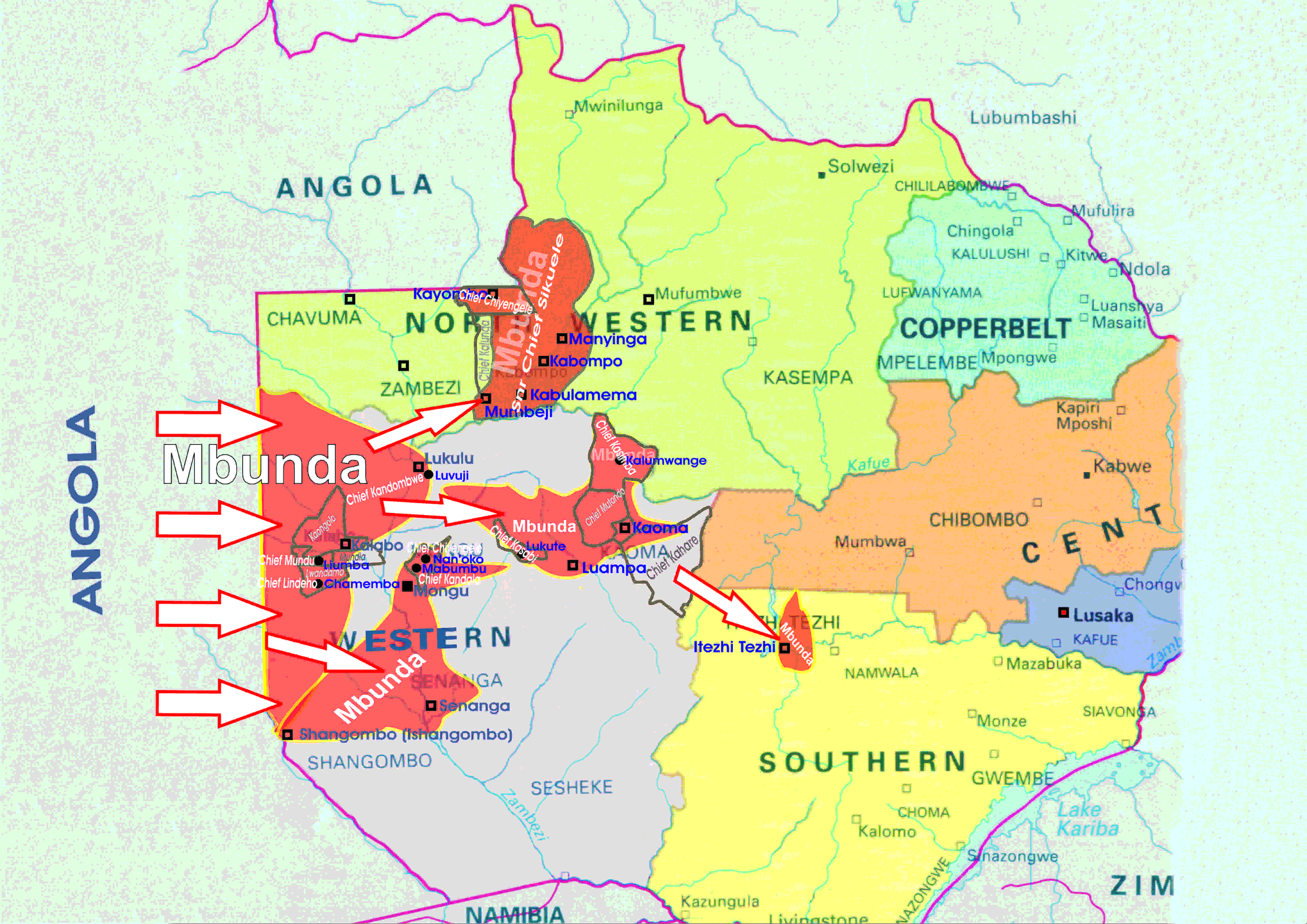
L'expansion de Mbunda dans le Barotseland.

Le royaume Mbunda entama son expansion vers le sud sous le règne de ses douzième et treizième monarques, Kathangila ka Mukenge et Yambayamba Kapanda. Poursuivant cette progression, ils atteignirent la rivière Lungwebungu et établirent peu après Lumbala N'guimbo comme capitale. L'expansion du royaume s'étendit également jusqu’à l’actuelle Zambie, un territoire qui fut ultérieurement soustrait à leur contrôle lors de la délimitation des frontières coloniales.

### Conflit avec les Chokwe
Les relations entre les Mbunda et les Tchokwés se détériorèrent, menant à un conflit armé, après que les Tchokwés furent accusés de l’assassinat du roi Mbunda, Mwene Katavola I Mwechela. Ces soupçons s’intensifièrent sous le règne de son successeur, Mwene Katavola II Musangu, que certains suspectaient d’avoir organisé cet assassinat. Par la suite, Mwene Katavola II Musangu tenta d’épouser Nyakoma, une esclave Tchokwé appartenant au chef Tchokwé Mwa Mushilinjinji. Ce dernier refusa cette union à Luwe, exacerbant les tensions entre les deux peuples. En réponse, le royaume Mbunda déclara la guerre à la chefferie Tchokwé dans le but de reprendre le contrôle des territoires contestés. Le conflit se conclut par une victoire des Mbunda, qui réussirent à soumettre les Tchokwés.

### Début duXIXesiècle
En 1830, les Mbunda s’engagèrent aux côtés des Aluyi dans un conflit opposant ces derniers aux Makololo. Grâce au soutien militaire du royaume Mbunda, les Aluyi remportèrent la guerre, permettant ainsi aux Mbunda de s’établir progressivement dans le Barotseland.

### Guerre avec les Luvale
Vers 1890, Mwene Mbandu I Lyondthzi Kapova mena les Mbunda dans un conflit contre les Luvale, ces derniers s’opposant à l’émergence d’un royaume Mbunda puissant et indépendant, tout en cherchant à réduire les Mbunda en esclavage. La guerre se solda par une victoire décisive des Mbunda, marquée par la mort du chef luvale, Masambo, et l’expulsion rapide des Luvale du territoire mbunda.

### Fin duXIXesiècle
En 1880, les Mbunda prirent de nouveau les armes aux côtés des Aluyi, cette fois dans leur guerre contre les Tonga. Grâce à leur maîtrise des arcs et des flèches, les Mbunda jouèrent un rôle décisif, rendant les Tonga incapables de résister efficacement et conduisant à leur défaite.
En 1893, un traité d’alliance fut signé entre les Mbunda et les Aluyi, établissant une coopération durable entre les deux peuples. Ce traité inaugura une période de paix relative, permettant aux Mbunda de se consacrer à des activités agricoles, notamment la culture du manioc, du maïs et du riz.
Par ailleurs, peu après l’arrivée de l’IECA (Église Évangélique en Angola) en 1880, une grande partie de la population Mbunda adopta le christianisme, marquant un tournant dans la vie religieuse et sociale du royaume.

### Démantèlement

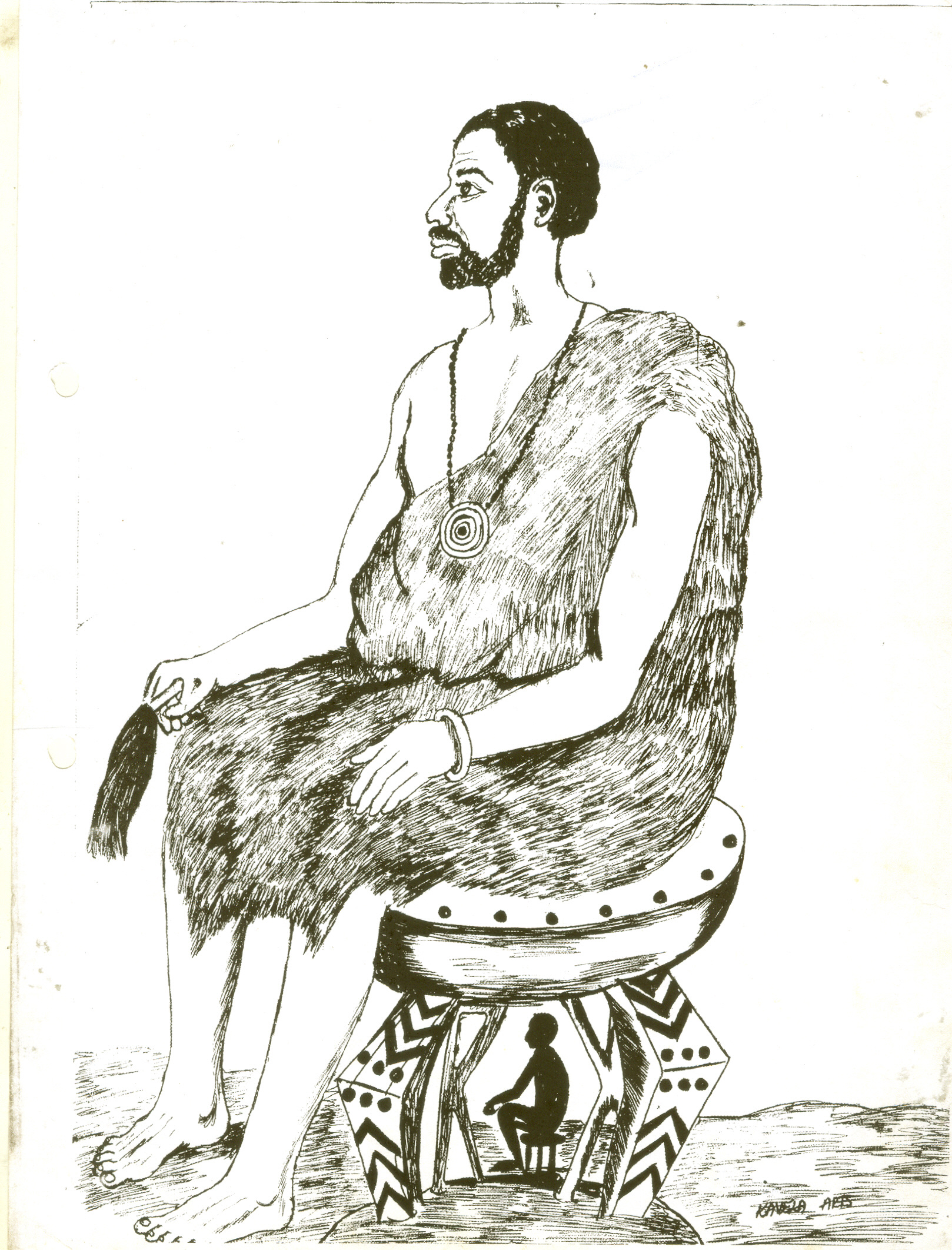
Roi Mwene Mbandu Lyonthzi Kapova Ier.

En 1914, le Portugal déclara la guerre au royaume Mbunda lors de la guerre de Kolongongo, un conflit marqué par la capture de leur roi, Mwene Mbandu Lyonthzi Kapova. Après plusieurs années de combats, le royaume fut finalement conquis par les Portugais en 1917. Malgré cette défaite, la monarchie Mbunda subsiste encore aujourd'hui en Angola, témoignant de la résilience culturelle et historique de ce peuple.

## Économie
Les Mbunda étaient reconnus pour leur maîtrise du travail du fer et du cuivre, ainsi que pour leurs compétences en chasse et en pêche. Lors de la chasse, ils utilisaient principalement des arcs et des flèches pour capturer des animaux de taille moyenne. En matière de pêche, ils employaient des techniques variées, notamment l’utilisation de filets, généralement manipulés par les hommes, et de paniers, davantage utilisés par les femmes. Par ailleurs, les Mbunda pratiquaient l’agriculture, cultivant notamment de la canne à sucre et d’autres produits agricoles, tout en élevant du bétail.